# IPad Pro
iPad Pro (1-го поколения) — планшетный компьютер корпорации Apple, первый из которых был анонсирован 9 сентября 2015 года, представляющих собой совершенно новый вариант планшета iPad с самыми большими дисплеями в этом семействе — 9,7, 10,5 и 12,9 дюйма. iPad Pro 9.7 оборудован процессором Apple A9X, имеет 2 ГБ оперативной памяти, поддержку стилуса Apple Pencil и режима Split View в iOS 9, позволяющего запускать два приложения на экране одновременно. iPad Pro 10.5, представленный 5 июня 2017 года на WWDC 2017, получил более производительный процессор A10X Fusion, камеру iSight на 12 Мп, 4 ГБ оперативной памяти, 7-мегапиксельную фронтальную камеру FaceTime и дисплей с возможностью изменять частоту экрана в зависимости от того чем занимается пользователь.

## Функции
12,9-дюймовая версия iPad Pro была анонсирована на специальном мероприятии Apple 9 сентября 2015 года. Он был выпущен 11 ноября 2015 года в серебряном, золотом и космическом сером цветах. Цены варьировались от 799 до 1229 долларов США в зависимости от объема хранилища и сотовой связи. 21 марта 2016 года на презентации Apple была анонсирована 9,7-дюймовая версия iPad Pro с дополнительным вариантом цвета розового золота. В 9,7-дюймовой версии также появилась возможность выбрать базовую модель на 32 ГБ с опцией Cellular + Wi-Fi. (Ранее опция Cellular + Wi-Fi была доступна только на моделях iPad Pro на 128 ГБ. 9,7-дюймовая модель стоит от 599 до 1129 долларов в зависимости от конфигурации. Она была выпущена 31 марта 2016 года.
9,7-дюймовый iPad Pro имеет более быстрый процессор и лучшую камеру, чем iPad Air 2. Это первый iPad с функциями True Tone Flash и Retina Flash, а его объем памяти 256 ГБ является самым высоким для iPad на то время. Его дисплей True Tone позволяет ЖК-дисплею адаптировать свой цвет и интенсивность к окружающему освещению.
Обе модели iPad Pro оснащены чипом A9X и сопроцессором движения Apple M9. Однако 9,7-дюймовая модель имеет немного пониженную частоту процессора (2,16 ГГц по сравнению с 2,26 ГГц у 12,9-дюймовой модели) и всего 2 ГБ оперативной памяти. Некоторые функции перенесены со стандартного iPad, например Touch ID и дисплей Retina. Новые функции включают интеллектуальный разъем для клавиатуры и четыре стереодинамика, расположенных попарно сверху и снизу устройства. 12,9-дюймовая модель имеет дисплей с разрешением 2732 х 2048, а 9,7-дюймовая модель имеет дисплей с разрешением 2048 х 1536.Оба дисплея имеют разрешение 264 пикселя на дюйм и впервые для Apple имеют переменную частоту обновления. 12,9-дюймовая версия также является первым устройством iOS с более чем 2 ГБ оперативной памяти.
Индивидуальный 12,9-дюймовый iPad Pro также был разработан Джони Айвом и представлен на аукционе Time for Design. iPad Pro специальной серии имеет этикетку «Edition 1 of 1», выгравированную на задней панели, и поставляется с анодированным покрытием желтого золота, синей кожаной обложкой Smart Cover и оранжевым кожаным чехлом Apple Pencil. Apple в другом месте.

## Автономность
Время автономной работы до 10 часов в режиме веб-сёрфинга по интернету при подключении через Wi-Fi.

## Дисплей
- Дисплей Retina
- Дисплей Multi‑Touch диагональю 12,9 дюйма с подсветкой LED и технологией IPS / Дисплей Multi‑Touch диагональю 9,7 дюйма с подсветкой LED и технологией IPS.
- Расширенное цветовое покрытие DCI-P3
- Разрешение 2732×2048 пикселей (264 пикселя/дюйм),у iPad Pro 9,7 разрешение 2048 на 1542 пикселей.
- Олеофобное покрытие, устойчивое к появлению отпечатков пальцев
- Полностью ламинированный дисплей
- Антибликовое покрытие (изображение блёкнет на солнце на 58 % меньше)

## Камера

### Камера iSight
- Фотографии с разрешением 8 мегапикселей

В версии 9,7 дюйма, вышедшей 21 марта 2016 года, разрешение камеры - 12 мегапикселей, а также появилась вспышка
- Автофокусировка
- Распознавание лиц
- Датчик освещённости на задней панели
- Пятилинзовый объектив
- Гибридный ИК‑фильтр
- Диафрагма ƒ/2.4
- Фотографии HDR
- Панорамная съёмка
- Серийная съёмка
- Фокусировка касанием при съёмке видео
- Стабилизация видео
- Трёхкратное увеличение при съёмке видео
- Покадровая съёмка
- Съёмка видео 1080р (30 кадров/с), 720р (60 кадров/с)

### Передняя камера
- Фотографии с разрешением 1,2 мегапикселя (В версии 9,7 дюймов камера с разрешением 5 мегапикселей, а в версии 10,5 дюймов камера с разрешением 7 мегапикселей)

- HD-видео 720p, в версии на 10,5 дюймов камера умеет снимать в 1080p в Full HD
- Видеозвонки FaceTime по сети Wi‑Fi или сотовой сети
- Распознавание лиц

## Сотовая и беспроводная связь

### Wi-Fi
- Wi‑Fi (802.11a/b/g/n/ac); два диапазона (2,4 ГГц и 5 ГГц)
- MIMO
- Технология Bluetooth 4.2

### Wi-Fi + Cellular
- Wi‑Fi (802.11a/b/g/n/ac); два диапазона (2,4 ГГц и 5 ГГц)
- MIMO
- Технология Bluetooth 4.2
- GSM/EDGE
- CDMA EV-DO Rev. A и Rev. B
- UMTS/HSPA/HSPA+/DC‑HSDPA
- LTE
- Только данные, без возможности голосовых вызовов по сотовой сети

## Основные отличия моделей[9]

### Камера
Главные различия между 9,7-дюймовым и 12,9-дюймовым iPad Pro кроются в камере.
- В новом меньшем iPad Pro (9,7") камера стала выпирать, как в iPhone 6 и 6s
- 9,7-дюймовый iPad Pro стал первым планшетом от Apple, оснащенным двухцветной светодиодной вспышкой.

Основная камера
- iPad Pro с 9,7-дюймовым экраном получил 12-мегапиксельную камеру.
- iPad Pro 12,9 имеет 8-мегапиксельную камеру.
- iPad Pro 10,5 получил улучшенную 12 МП камеру.

Диафрагма
- диафрагма камеры 9,7-дюймового iPad Pro — f/2.2, и эта камера позволяет снимать 63-мегапиксельные панорамные фото
- у 12,9-дюймового iPad Pro камера с диафрагмой f/2.4, которая позволяет снимать 43-мегапиксельные панорамы

Живые фото
- Новый iPad Pro 9,7 поддерживает эту функцию.
- iPad 12,9" — не поддерживает.
- iPad Pro 10,5 поддерживает эту функцию.

Фронтальная камера
- 9,7-дюймовый iPad Pro получил 5-мегапиксельную фронтальную камеру со вспышкой Retina Flash.
- 12,9-дюймовый планшет имеет 1,2-мегапиксельную фронтальную камеру и без вспышки.

Видео
- 9,7-дюймовый планшет умеет снимать видео в 4K на 30 fps и slow-mo-видео 1080p на 120 fps и 720p на 240 fps.
- 12,9-дюймовая модель умеет снимать 1080p видео на 30 fps и slow-mo 720p на 120 fps.
- iPad Pro 10,5 умеет снимать видео в 1080p на 30 или 60 fps, 4K видео на 30 fps, slo-mo видео в 1080p на 120 fps и в 720p на 240 fps.

### Размеры и внешний вид
- 12,9" и 9,7" размер экрана;
- 9,7-дюймовый iPad Pro на 277 грамм легче;
- 9,7-дюймовый iPad Pro на 0,8 мм тоньше.

### «Привет, Siri»
9,7-дюймовый iPad Pro может похвастаться всегда включенной функцией «Привет, Siri», которая позволяет вам активировать голосового ассистента, не прикасаясь к планшету. В 12,9-дюймовом iPad Pro функция работает, только когда планшет стоит на зарядке. Также этой функцией обладает iPad Pro 10,5.

### Экран
Помимо того, что экраны отличаются размерами, 9,7-дюймовый iPad Pro впервые предлагает функцию, которая адаптирует цвета экрана под ваше окружение. Apple поработала над отражениями, яркостью и цветами, сделав экран нового iPad немного лучше, чем экраны предыдущих моделей.

### Беспроводные сети
9,7-дюймовый iPad Pro и iPad Pro 10,5 поддерживают более быструю технологию LTE Advanced, в отличие от 12,9-дюймовой модели.

## Прием
Скотт Стейн из CNET похвалил более быстрый процессор и новые доступные аксессуары. Однако он раскритиковал стоимость как устройства, так и его аксессуаров, отметив при этом его немного более медленный процессор с меньшим объемом оперативной памяти 9,7-дюймовой модели по сравнению с более крупной 12,9-дюймовой моделью. Мэтт Свайдер из TechRadar похвалил простоту использования, большую конфигурацию на 256 ГБ и дисплей True Tone, но был расстроен высокой стартовой ценой. Гарет Бивис дал положительный отзыв, высоко оценив большой экран и качество звука, но заявил, что время автономной работы можно увеличить.